# Marcelo Lago
Marcelo Lago (* 7. November 1958 in Rio de Janeiro) ist ein brasilianischer Bildhauer und Objektkünstler.
Lago studierte an der Escola de Artes Visuais do Parque Lage, im Atelier de Escultura do Ingá und war Mitglied der Studiengruppe um den Bildhauer Paulo Garcez. Er lebt und arbeitet in Petrópolis. Einige seiner Arbeiten befinden sich im öffentlichen Raum in Rio de Janeiro und São Paulo sowie im Museu Nacional de Belas Artes.